# Teatrul Național din Cluj-Napoca
Clădirea Teatrului Național din Cluj-Napoca este sediul companiei Teatrul Național „Lucian Blaga“ și al companiei Opera Română din Cluj. 

## Istoric

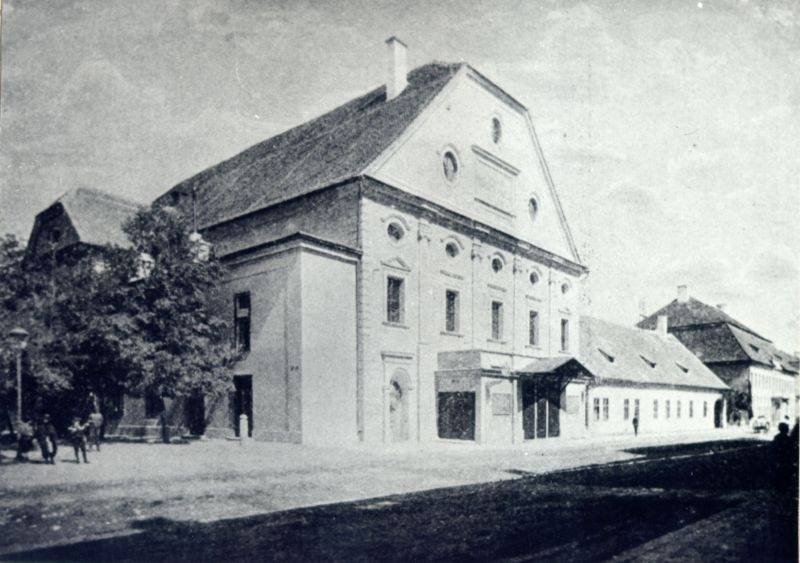
Vechiul teatru maghiar de pe Ulița Lupilor (Farkasutca), azi str. M. Kogălniceanu (pe acest loc se găsește astăzi Casa Universitarilor)

Primul teatru orășenesc (de limbă maghiară) din Cluj datează din 1821, fiind așezat pe locul actualei clădiri denumite „Casa Universitarilor” (str. M. Kogălniceanu). La începutul secolului al XX-lea s-a proiectat ridicarea unei noi clădiri care să adăpostească această instituție, vechea clădire fiind necorespunzătoare. În 1904 a început construcția noii clădiri în actuala Piața Ștefan cel Mare, pe locul fostei piețe de lemne a orașului. Lucrările, finalizate în 1906, au fost executate de celebra firmă constructoare de teatre Helmer și Fellner. Clădirea fost inaugurată în ziua de 8 septembrie 1906 cu o reprezentație a Teatrului Maghiar, al cărui director era Jenő Janovics. Construit în stil baroc-rococo, edificiul are o capacitate de 1000 de locuri și trei rânduri de logie. 
La îndemnul lui Tiberiu Brediceanu, clădirea a trecut în patrimoniul Consiliului Dirigent Român la data de 14 mai 1919, când a fost preluată de Onisifor Ghibu. La acea vreme Onisifor Ghibu ocupa funcția de secretar general pentru resortul Instrucțiunii și Artelor din cadrul Consiliului Dirigent Român. În același timp, Teatrul Maghiar a fost mutat în clădirea de pe strada Emil Isac, aproape de Parcul Central și râul Someș, în care funcționează și în prezent. 
Prima reprezentație în limba română în clădirea Teatrului Național din Cluj a avut loc la 14 mai 1919, iar primul spectacol al companiei de limba română din Cluj a avut loc 1 decembrie 1919, marcând un an de la Marea Unire. 
Clădirea adăpostește atât compania Teatrului Național, cât și Opera Română. În 1990, în nișele de pe fațada clădirii au fost amplasate statuile „Thalia” și „Eutherpe”, opere ale sculptorului Vasile Rus-Batin.

## Directori
- Jenő Janovics (8 septembrie 1906 – 14 mai 1919)
- Zaharia Bârsan (15 octombrie 1919 – 31 iulie 1927)
- Victor Eftimiu (1 august – 31 decembrie 1927)
- Nicolae Bănescu (1 ianuarie – 31 decembrie 1928)
- Constantin Pavel (1 ianuarie 1929 – 31 decembrie 1930)
- Constantin Pavel – Mihail Sorbul (concesie: 1 ianuarie – 1 septembrie 1931)
- Ion Marin Sadoveanu (1 septembrie – 1 noiembrie 1931)
- Zaharia Bârsan (1 decembrie 1931 – 30 iunie 1933)
- Constantin Pavel (concesie: 1 iulie 1933 – 16 aprilie 1934)
- Zaharia Bârsan (16 aprilie 1934 – 31 martie 1936)
- Victor Papilian (1 aprilie 1936 – 30 septembrie 1940)
- Nicolae Neamțu-Ottonel (10 octombrie 1940 – 31 ianuarie 1941)
- Dumitru Moruzan (1 februarie – 31 august 1941)
- Nicolae Kirițescu (1 septembrie 1941 – 15 octombrie 1944)
- Aurel Buteanu (16 octombrie 1944 – 1947)
- A. Moga (1947–1949)
- Vasile Moldovan (1949 – 31 octombrie 1950)
- Eugen Jeleapov (1 noiembrie 1950 – 28 februarie 1952)
- Mihai Raicu (1 martie 1952 – 14 septembrie 1954)
- Eugen Jeleapov (15 septembrie 1954 – 28 februarie 1961)
- Dumitru Isac (1 martie 1961 – 30 iunie 1965)
- Vlad Mugur (1 iulie 1965 – 31 august 1971)
- Silvia Ghelan, Victor Tudor Popa, Valentino Dain (1 septembrie 1971 – 14 iunie 1972)
- Ion Vlad (15 iunie – 31 octombrie 1972)
- Petre Bucșa (1 noiembrie 1972 – 15 noiembrie 1979)
- Maia Țipan Kaufmann (15 aprilie – 30 septembrie 1980)
- Constantin Cubleșan (1 octombrie 1980 – 31 decembrie 1987)
- Horia Bădescu (1 ianuarie 1988 – 28 februarie 1990)
- Victor Ioan Frunză (1 martie 1990 – 31 decembrie 1991)
- Anton Tauf (1 ianuarie 1992 – 28 februarie 1993)
- Dorel Vișan (1 martie 1993 – 2000)
- Ion Vartic (2000–2010)
- Mihai Măniuțiu (din 2010)